# Los pequeños amores
Los pequeños amores eés una pel·lícula espanyola de drama escrita i dirigida per Celia Rico Clavellino, i protagonitzada per María Vázquez i Adriana Ozores. Es va estrenar en cinemes espanyols el 8 de març de 2024 de la mà de BTeam Pictures..

## Argument
Ani (Adriana Ozores) ha patit un petit accident. Això fa que la seva filla Teresa (María Vázquez) modifiqui els plans que tenia per les vacances i pugui ajudar-la. Tanmateix, la convivència és difícil, agreujada per la calor sufocant, discuteixen gairebé per tot i no es posen d’acord en res. Tanmateix, aquesta convivència forçada les obligarà a mirar-se amb altres ulls, patidores ambdues pel temps perdut, la solitud o l’amor, descobrint que no són tan diferents.

## Repartiment
- María Vázquez com a Teresa.
- Adriana Ozores com a Ani.
- Aimar Vega com a Jonás.

## Producció
El 29 de julio de 2022, se anunció que la directora Celia Rico estaba rodando su El 29 de juliol de 2022, es va anunciar que la directora Celia Rico estava rodant la seva segona pel·lícula, Los pequeños amores, amb María Vázquez i Adriana Ozores com a protagonistes Dues setmanes després, el 16 d'agost de 2022, es va anunciar que el rodatge de la pel·lícula havia conclòs després de sis setmanes, efectuat a Madrid i en diferents localitats de Catalunya, com Begues, L’Ametlla de Merola, Sant Cugat de Sesgarrigues, Olesa de Bonesvalls, La Granada del Penedès, Navarcles i Barcelona. El pressupost de la pel·lícula va ser de dos milions d'euros, incloent-hi un milió d'euros procedent de les ajudes generals de l'ICAA.

## Llançament i màrqueting
El 16 de novembre de 2023, la distribuïdora BTeam Pictures va anunciar que estrenaria Los pequeños amores el 8 de març de 2024.

## Recepció

### Taquilla
En la seva primera setmana, Los pequeños amores es va estrenar en 72 cinemes, coincidint principalment amb les estrenes de Kung Fu Panda 4 i Por tus muertos, entre d'altres.

### Crítica
Los pequeños amores ha rebut crítiques molt positives per part dels crítics. Paula Arantzazu Ruiz de Cinemanía li va donar a la cinta quatre estrelles de cinc, escrivint que Los pequeños amores i Viaje al cuarto de una madre, "poden considerar-se obres complementàries, tant per un dels temes que s'aborden […] com pels tons i els punts de vista de la seva narrativa" i afegint que "si el guió de la cineasta pot presumir de precisió emocional […] el treball de les protagonistes compacta encara més la proposta". Panlo Úrbez de FilaSiete també li va donar quatre estrelles de cinc, dient que Celia Rico Clavellino "lliura una obra delicada, íntima i molt afectuosa, en un embolcall acaronat al mil·límetre en la seva fotografia, els seus enquadraments i la seva il·luminació" i descrivint la cinta com un "drama intimista i poètic, en el qual María Vázquez i Adriana Ozores ofereixen un dol interpretatiu amb majúscules".
Noé R. Rivas de Mindies i va donar una crítica positiva, escrivint que "a través d'una posada en escena minimalista però acuradament orquestrada […] la directora aconsegueix submergir a l'espectador en la intimitat d'aquesta convivència forçada" i que una de les seves grans fortaleses "resideix en la seva capacitat per a retratar amb autenticitat i franquesa els matisos de l'experiència femenina en diferents etapes de la vida", a més de descriure les interpretacions de Vázquez i Ozores com "senzillament magistrals" i la direcció artística i de fotografia com a "esplèndida[s]", concloent que és "una obra cinematogràfica imprescindible per als qui gaudeixen del cinema honest, emotiu i profundament humà". Luis Martínez d’El Mundo li va donar a la pel·lícula quatre estrelles de cinc, dient que és "al seu mode, la peça que complementa Viaje al cuarto de una madre" i que "llança des de la pantalla el baf càlid i perfumat de les finestres a l'estiu", a més de descriure les interpretacions de Vázquez i Ozores com a "majestuoses en cadascuna de les seves esquerdes", concloent que Rico "ha aconseguit una pel·lícula intensa en el seu aparent liviandad; lluminosa en el seu dolor; clara fins a l'entusiasme".
Eulàlia Iglesias del diari Ara li va donar quatre estrelles de cinc, escrivint que "a través de [les seves protagonistes], i amb aquell mestratge el retrat naturalista de personatges de carn i os […] Rico Clavellino perfila aquest model de dona de mitjana edat sense fills ni parella estable en part per voluntat pròpia a qui toca abraçar una concepció més modesta de la felicitat", a més de descriure a Vázquez com "afinadíssima" i dir d’Ozores que "clava el personatge d’Ani", concloent que "a primera vista, estem davant un film més lluminós i airejat que l'anterior. Però l'olor vital de l'estiu serveix també per a compensar [...], el pòsit de profunda melancolia que es va instal·lant en l'audiència a mesura que avança el metratge." Júlia Olmo de Cineuropa va descriure la pel·lícula com "un honest i bell retrat de la família com a lloc ambigu, de cures i seguretat, però també font d'inseguretats, pors i vulnerabilitat" i dient que Rico "torna a mostrar-nos la capacitat narrativa del cinema sense necessitat de grans artificis, la qual cosa els detalls i els petits conflictes quotidians diuen de nosaltres mateixos". Mario Hernández de mundoCine li va donar quatre estrelles i mitja de cinc, dient que amb una "posada en escena costumista capaç de captar l'essència anodina del dia a dia", Rico "dibuixa en Los pequeños amores la solitària vida que comparteixen mare i filla" i que les actuacions de Vázquez i Ozores "capten a la perfecció el xoc continu en el qual cohabiten les dues", concloent que la cinta "aconsegueix capturar la monotonia contemplativa necessària per a transportar a l'espectador a l'anodí estiu en el qual la relació entre una mare i una filla […] aconsegueix posar en valor la importància dels petits amors".
Irene Abecia Navarro de Cinemagavia li va donar un 8 de 10, escrivint que a la cinta li dona força "un guió potent […] juntament amb la gran feina actoral" i que "una finíssima línia d'humor recorre Los pequeños amores, les converses sempre porten alguna cosa que té gràcia", concloent que és "una meravellosa pel·lícula costumista sobre els vincles entre una mare […] i la seva filla de quaranta". Yoel González de Contraste li va donara quatre estrelles de cinc, dient que "recupera la realització minimalista i els temes de la seva predecessora i, no obstant això, aconsegueix transitar-los de manera distinta i refrescant" i que Rico "construeix una naturalitat que s'aferma en una predilecció pel pla fix, el qual permet prestar una atenció màxima als personatges i als seus diàlegs", a més de descriure les interpretacions de Vázquez i Ozores com "teixides de matisos i construïdes sota una mútua escolta atenta […] posen el fermall a aquest càndid i càlid relat de mare i filla". Javier Lizarán López de Historias del Cine li va donar tres estrelles i mitja de cinc, descrivint-la com "una pel·lícula molt personal narrada en gran part en una casa de camp, com un únic escenari" i que "és significat de neciesa, de quotidianitat, de donar importància al veritablement important" i que amb la cinta, Rico "es torna a consolidar com la directora i comptadora de bones històries que demostra que és, sense la necessitat de grans artificis".
Alguns crítics no van ser del tot positius. Quim Casas de El Periódico  li va donar tres estrelles de cinc, escrivint que "hi ha dues maneres d'aproximar-se [a la pel·lícula] […] La primera aproximació, més crítica, es basaria en la idea que Rico ha arriscat poc i ha repetit la fórmula que tan bé li va funcionar en el seu film de debut. La segona, més positiva, és presenciar les dues pel·lícules com un díptic o variació sobre el mateix tema." Pedro de Frutos d’El Ónfalos li va donar a la cinta un 6,3 de 10, dient que la direcció d'actrius de Rico "es repeteix en aquest cas amb Adriana Ozores […] i María Vázquez" i que "tot passa davant els nostres ulls sense que tinguem la sensació que està succeint una cosa definitiva". Jesús Martín d’Acción Cine li va donar a la cinta tres estrelles de cinc, escrivint que la quietud "afecta tant a l'argument com als personatges que deambulen pel metratge del film" i que "dins de semblant context, falta una mica de disrupció que animi la trama, com si s'esperés una sorpresa que mai arriba, i que genera una significativa caiguda en el ritme narratiu", encara que també va elogiar la seva "capacitat […] per a identificar el que compta amb les experiències de no pocs dels espectadors" i com Rico "treu partit d'aquests records o sensacions compartides […] sense artificis incoherents ni elements aliens a la rutina que pateixen les protagonistes", a més d'elogiar les interpretacions de Vázquez i Ozores com "sengles treballs de profunditat humana, sempre versemblants i mai estranys en mesurat del mil·limètric i opressiu univers en el qual conviuen". Juan Luis Sánchez de deCine21.com li va donar un 6 de 10, escrivint que "potser no resisteix comparacions amb l'òpera prima de la sevillana, més rodona, i també es pot argumentar que repeteix massa elements", encara que també va dir que "en qualsevol cas, el visionat es fa grat i de nou compta amb dues actrius de primera fila".

## Reconeixements
| Any  | Premi                                                  | Categoria                                | Nominat                                  | Resultat  | Ref    |
| ---- | ------------------------------------------------------ | ---------------------------------------- | ---------------------------------------- | --------- | ------ |
| 2024 | 27è Festival de Màlaga                                 | Premi especial del jurat                 | Premi especial del jurat                 | Guanyador | [ 23 ] |
| 2024 | 27è Festival de Màlaga                                 | Millor actriu secundària                 | Adriana Ozores                           | Guanyador | [ 23 ] |
| 2024 | Festival Internacional de Cinema de Sant Sebastià 2024 | Premi Dunia Ayaso                        | Premi Dunia Ayaso                        | Guanyador | [ 24 ] |
| 2025 | Premis Gaudí de 2025                                   | Millor pel·lícula en llengua no catalana | Millor pel·lícula en llengua no catalana | Pendent   | [ 25 ] |
| 2025 | Premis Gaudí de 2025                                   | Millor actriu secundària                 | Adriana Ozores                           | Pendent   | [ 25 ] |
| 2025 | Premis Gaudí de 2025                                   | Millor interpretació revelació           | Aimar Vega                               | Pendent   | [ 25 ] |
| 2025 | 4ts Premis Carmen                                      | Millor guió original                     | Celia Rico                               | Pendent   | [ 26 ] |
| 2025 | XXXIX Premis Goya                                      | Millor muntatge                          | Fernando Franco                          | Pendent   | [ 27 ] |